# Pierreville (Meurthe e Mosella)
Pierreville è un comune francese di 331 abitanti situato nel dipartimento della Meurthe e Mosella nella regione del Grand Est.

## Società

### Evoluzione demografica
Abitanti censiti